# Shun Fujimoto
Shun Fujimoto (Japón, 11 de mayo de 1950) es un gimnasta artístico japonés, campeón olímpico en 1976 en el concurso por equipos.

## 1976
En los JJ. OO. de Montreal gana oro en equipos, por delante de la Unión Soviética (plata) y Alemania del Este (bronce), siendo sus compañeros de equipo: Hisato Igarashi, Hiroshi Kajiyama, Sawao Kato, Eizo Kenmotsu y Mitsuo Tsukahara.
Consiguió esta presea tolerando en varios ejercicios una importante lesión en su rodilla derecha sin revelarle al equipo su dolor. Terminó con una fractura pero pudo incluso subir a recibir la medalla de oro. Su gesta ha sido hasta inmortalizada en los Simpsons.